# Paracoryphellidae
Paracoryphellidae M.C. Miller, 1971 è una famiglia di molluschi nudibranchi della superfamiglia Fionoidea.

## Distribuzione e habitat
La famiglia è diffusa nelle acque fredde dell'Artico e delle adiacenti aree dell'Atlantico e del Pacifico.

## Tassonomia
Comprende i seguenti generi:
- Chlamylla Bergh, 1886
- Paracoryphella M.C. Miller, 1971
- Polaria Korshunova et al., 2017
- Ziminella Korshunova et al., 2017